# 1973 en droit
Cet article présente les faits marquants de l'année 1973 en droit.

## Événements
- 17 février : convention internationale pour la prévention de la pollution marine par les navires (Marpol).
- 3 mars : Convention de Washington sur le commerce international des espèces de faune et de flore sauvages menacées d’extinction.
- 5 octobre : convention sur le brevet européen.
- 16 novembre : Convention des Nations unies sur le droit de la mer.

## Décès
- 19 avril à Orinda, Californie : Hans Kelsen, juriste américain d'origine autrichienne (né le 11 octobre 1881 à Prague, Autriche-Hongrie)